# Limia heterandria
Limia heterandria är en fiskart som beskrevs av Regan, 1913. Limia heterandria ingår i släktet Limia och familjen Poeciliidae. Inga underarter finns listade i Catalogue of Life.